# Burning Heart
«Burning Heart»—en español: «Corazón ardiente»— es una canción hard rock de la banda estadounidense de rock Survivor, compuesta por Frankie Sullivan y Jim Peterik con la interpretación de su reciente vocalista Jimi Jamison. 
Es uno de los temas que aparecen en la película Rocky IV protagonizada por Sylvester Stallone y fue incluida en su banda sonora. El sencillo ocupó la segunda posición en la lista Billboard Hot 100 por dos semanas en febrero de 1986, detrás de la canción That's What Friends Are For de Dionne Warwick and Friends.
"Burning Heart" está inspirada en la Guerra Fría, como se muestra en letras tales como "Is it East versus West?" o "Can any nation stand alone?". La canción se ajusta bien a la trama de Rocky IV a causa del conflicto entre la Unión Soviética -el Comunismo del Este- y el Capitalismo occidental en los Estados Unidos. El conflicto de oriente contra occidente se refleja en la lucha de boxeo entre Rocky e Ivan Drago.

## Video musical
El video musical de "Burning Heart" representa a Survivor tocando en un concierto, con escenas mezcladas de la película Rocky IV.

## Lista de canciones
Vinilo de 7"
1. «Burning Heart» – 3:51
2. «Feels Like Love» – 3:20[2]

Vinilo de 12"
1. «Burning Heart» – 3:51
2. «Eye of the Tiger» – 3:46
3. «Feels Like Love» – 5:35

## Listas de popularidad y ventas
| Lista (1985/86)                           | Máxima posición |
| ----------------------------------------- | --------------- |
| Austrian Singles Chart                    | 6               |
| Dutch Mega Top 100                        | 2               |
| Eurochart Hot 100                         | 1               |
| French SNEP Singles Chart                 | 2               |
| German Singles Chart                      | 6               |
| Irish Singles Chart                       | 2               |
| Swedish Singles Chart                     | 5               |
| Swiss Singles Chart                       | 1               |
| UK Singles Chart                          | 5               |
| U.S. Billboard Hot 100                    | 2               |
| U.S. Billboard Hot Mainstream Rock Tracks | 11              |

| Lista de fin de año (1986)      | Posición |
| ------------------------------- | -------- |
| Dutch Top 40                    | 17       |
| Swiss Singles Chart             | 15       |
| Billboard Hot 100 Singles Chart | 8        |

| País   | Certificación | Fecha | Ventas  | Ventas physical |
| ------ | ------------- | ----- | ------- | --------------- |
| France | Gold          | 1986  | 500 000 | 384 000         |

## Créditos
| - Jimi Jamison: voz - Frankie Sullivan: guitarra eléctrica - Jim Peterik: sintetizadores y piano - Stephan Ellis: bajo - Marc Doubray: batería |

## Versión de Jimi Jamison
El cantante Jimi Jamison grabó y publicó una versión en vivo de "Burning Heart" para su álbum en solitario Empires..

### Lista de canciones
Sencillo en CD
1. «Burning Heart» (Edición para radio) - 3:50
2. «Burning Heart» - 3:51
3. «Burning Heart» (Versión remix) - 6:00
4. «Eye of the Tiger» (Versión en vivo) - 4:10

## Otras versiones
- 1992: el guitarrista de jazz Pat Metheny
- 2003: la banda Seventh Avenue